# 上海颖奕皇冠假日酒店
上海颖奕皇冠假日酒店是一家位于中华人民共和国上海市的酒店，也是嘉定区第一家五星级国际酒店，位于博园路6555号。  这是一家拥有415间客房的酒店，它有一个18洞的高爾夫球場。